# Хотару Јамагучи
Хотару Јамагучи (јап. 山口 蛍; 6. октобар 1990) јапански је фудбалер.

## Каријера
Током каријере је играо за Серезо Осака, Хановер и Висел Кобе.

## Репрезентација
За репрезентацију Јапана дебитовао је 2013. године. Наступао је на два Светска првенства (2014. и 2018. године) с јапанском селекцијом. За тај тим је одиграо 45 утакмица и постигао 2 гола.

## Статистика
| Јапан  | Јапан   | Јапан  |
| Година | Наступи | Голови |
| ------ | ------- | ------ |
| 2013.  | 8       | 0      |
| 2014.  | 7       | 0      |
| 2015.  | 9       | 1      |
| 2016.  | 6       | 1      |
| 2017.  | 8       | 0      |
| 2018.  | 7       | 0      |
| Укупно | 45      | 2      |